# Border City Wrestling
La Border City Wrestling (BCW) è una federazione fondata in Canada nel 1992 da "Canadian Destroyer" Doug Chevalier, Scott D'Amore e Chuck Fader.
Border City Wrestling, Scott D'Amore e l'inizio della loro storia sono legati a doppio filo con i primi anni della Total Nonstop Action (TNA, oggi Impact Wrestling) ed il Team Canada, in quanto D'Amore diventò un road agent della TNA e ad essa portò sia gli allora talenti che lavoravano in BCW (ed oggi wrestler affermati), che i lottatori fuoriusciti dalla Extreme Championship Wrestling (ECW).

## Storia

### 1992 – 2002
Negli ultimi mesi del 1992 Scott D'Amore, Doug Chevalier e Chuck Fader in un bar di Windsor decisero di aprire una federazione di wrestling con l'intento di farla divenire una delle più grandi al mondo ed unendo aspiranti lottatori locali ad altri già veterani incominciò ad organizzare spettacoli nelle zone circostanti e nelle altre località dell'Ontario.
Tra il 1994 ed il 2000 BCW perde due dei tre fondatori (Doug Chevalier si licenzia) e nel 2000 a Chuck Fader viene riscontrato un tumore alla gola. In seguito D'Amore decide di chiudere BCW per alcuni mesi e di riaprirla verso la fine dello stesso anno.
Nel 2001 prende con sé buona parte del roster della Extreme Championship Wrestling (ECW) rimasti senza contratto a causa della bancarotta della ECW stessa e dando così la possibilità a lottatori come Lance Storm, Tommy Dreamer, Jerry Lynn, Mikey Whipwreck e Sabu di continuare la carriera.

### 2003 – 2006
Tra il 2002 ed il 2003 BCW organizza un programma con l'emittente televisiva Cogeco Cable ed organizza spettacoli che coinvolgono lottatori come Gail Kim, Eric Young, Bobby Roode e Rhino che vengono trasmessi nelle contee dello stato.
Nel 2004 BCW e la promozione Prime Time Wrestling organizzano uno spettacolo televisivo intitolato "A Night of Appreciation for Sabu" prodotto per raccogliere fondi da destinare alle cure del lottatore il quale dopo aver contratto un virus ed essere stato costretto a lunghe degenze ospedaliere, riesce comunque a ristabilirsi completamente. Lo spettacolo si tiene a Belleville nel Michigan e vi partecipano molti wrestler delle tre federazioni con cui D'Amore aveva in corso dei rapporti lavorativi (TNA, BCW ed ECW).

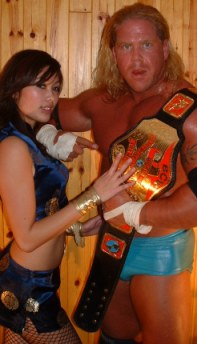
A-1 con la cintura del BCW Can-Am Heavyweight Championship

Il 21 gennaio 2005 cadde il 4º anniversario in memoria di Doug Chevalier e l'evento principale riguardò il culmine di una lunga faida tra Chris Sabin e Alex Shelley per il titolo BCW Can-Am Television Championship e dove l'arbitro fu da Mick Foley.
Nel settembre dello stesso anno organizza in collaborazione con la TNA lo spettacolo denominato "International Incident" dove nel main event Jeff Jarrett sconfisse Raven per il titolo NWA World Heavyweight Championship.
Nel proprio spettacolo "WrestleFest" dell'estate del 2006 fa l'esordio Christian Cage.
Verso la fine del 2006 BCW sospese le attività per circa due anni.

### 2008 – oggi
Dal maggio 2008 e grazie alla precedente collaborazione con la TNA Scott D'Amore riuscì a portare in Canada i lottatori in TNA riconosciuti come i più importanti e nel corso dell'intero anno organizza eventi in tutto il territorio di Windsor ed in cui parteciparono wrestler come Al Snow, il Team 3D, Kurt Angle, Jerry Lynn e Kevin Nash.
Nel febbraio del 2010 D'Amore lascia la TNA e fonde BCW con la BSE Pro di Toronto per divenire la Maximum Pro Wrestling.
L'unione delle due federazioni durò circa due anni e nel mese d'agosto 2012, debuttò CAN-AM Rising (un insieme di talenti della Can-Am Wrestling School della BCW) e dove Phil Atlas sconfisse Tyson Dux divenendo il nuovo campione del Can-Am Heavyweight Championship.
Negli anni successivi BCW stabilisce relazioni con le federazioni giapponesi New Japan Pro-Wrestling e Pro Wrestling Noah.

## Titoli
| Titolo                              | Campione               | Data           | Note  |
| ----------------------------------- | ---------------------- | -------------- | ----- |
| BCW Can-Am Heavyweight Championship | Cody Deaner            | 6 ottobre 2018 | [ 6 ] |
| BCW Can-Am Tag Team Championship    | Raj Singh e Rohit Raju | 25 agosto 2019 | [ 7 ] |

### Titoli disattivati
| Titolo                             | Debutto        | Ritiro          | Note   |
| ---------------------------------- | -------------- | --------------- | ------ |
| BCW Can-Am Television Championship | 23 giugno 1995 | 2006            | [ 8 ]  |
| MXPW Heavyweight Championship      | 17 aprile 2003 | 1º gennaio 2004 | [ 9 ]  |
| MXPW Television Championship       | 23 marzo 2003  | 1º gennaio 2004 | [ 10 ] |